# APOBEC

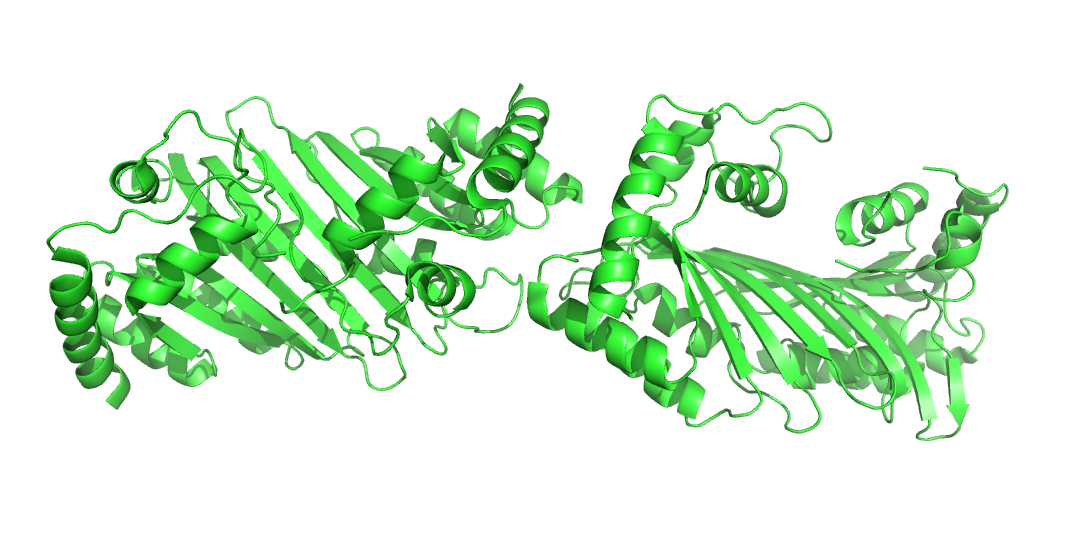
Ejemplo de un miembro de la familia APOBEC, APOBEC-2, una citidina desaminasa de Homo sapiens.

APOBEC (apolipoprotein B mRNA editing enzyme, catalytic polypeptide-like, enzima editora de la apolipoproteína B mediante ARNm semejante al polipéptido catalítico, por sus siglas en inglés) es una familia de proteínas conservada en la evolución. 
Un mecanismo para generar diversidad en las proteínas es la edición de ARN mensajero. Los miembros de esta familia son enzimas del tipo editoras de ARN. Algunos miembros de esta familia son enzimas que editan el ARN sustituyendo citosina por uracilo. El dominio N-terminal de las proteínas tipo APOBEC es el sitio catalítico, mientras que el C-terminal es un dominio pseudocatalítico. Más específicamente, el dominio catalítico es del tipo citidina desaminasa dependiente de cinc y es esencial para la desaminación de la citidina. La edición del ARN mediante APOBEC-1 requiere homodimerización y este complejo interactúa con proteínas de unión a ARN para formar el editosoma.

## Miembros de la familia
Entre algunos genes humanos que codifican miembros de la familia de proteínas APOBEC se encuentran: 
- APOBEC1
- APOBEC2
- APOBEC3A
- APOBEC3C
- APOBEC3D ("APOBEC3E" actualmente está incluida en esta)
- APOBEC3F
- APOBEC3G
- APOBEC3H
- APOBEC4
- Desaminasa de citidina inducida por activación.